# Ben Lomond (Trinidad y Tobago)
Ben Lomond es una localidad de Trinidad y Tobago, que forma parte de la región de Princes Town.

## Geografía
La localidad abarca parte de la isla Trinidad y limita al norte con Poonah (localidad perteneciente a la región de Couva-Tabaquite-Talparo) y Eccles Village, al sur con Reform Village y Coryal Village, al este con Eccles Village y al oeste con Bonne Aventure (localidad perteneciente a la región de Couva-Tabaquite-Talparo).

## Demografía
Datos demográficos de la localidad de Ben Lomond:
| Gráfica de evolución demográfica de Ben Lomond entre 2000 y 2011 |
|                                                                  |